# クリムゾン・リバー
『クリムゾン・リバー』（仏: Les Rivières Pourpres、英: The Crimson Rivers）は、2000年に制作されたフランス映画。マチュー・カソヴィッツ監督のサスペンス・スリラー。フランスでベストセラーになったジャン＝クリストフ・グランジェの小説『Les Rivières pourpres』を映画化した作品である。2004年に続編の『クリムゾン・リバー2 黙示録の天使たち』が制作されたが、続編はリュック・ベッソン脚本のオリジナル・ストーリーである。2018年にはドラマ化されている。

## ストーリー
フランスのアルプスの麓にあるゲルノンは、ヨーロッパ有数の歴史を持つ名門大学であるゲルノン大学を擁する大学城下町である。そこで、目をくりぬかれ両手は切断され、体中を鋭利な刃物で切りつけられた、胎児のような格好をした遺体が地上50mの崖から発見される猟奇殺人事件がおきた。この事件の捜査に、パリ市警から有名な元特殊捜査部隊のニーマンス警視が派遣される。殺害された男性から摘出された眼球は医学的に理にかなっており、このことからニーマンスは地元の眼科医にアドバイスを貰いに行く。しかし、そこで彼は眼科医からゲルノンの歪んだ風習を聞かされることになる。
同じ頃、ほど近くにある田舎町サルザックで墓荒らしと小学校への不法侵入が起こり、駐在員のマックス警部補が捜査にあたる。荒らされた墓に眠っていた人物は僅か10歳で事故死した少女ジュディットである。墓にはハーケンクロイツ（鉤十字）のペイントがしてあり、当初はネオナチの若者による犯行と考えられていたが、墓の管理人の「悪魔に殺されたとその娘の母親は言っていた。」という言葉がマックスの頭に引っかかる。小学校に捜査に向かうが何も盗まれた物はなかったため、帰ろうとしたマックスは、少女の事が気になり確認してもらったところ、少女の在校の記録と写真が盗難にあっていた。念のため死亡記録を調べると、少女は120キロで運転していた30トンのトラックに轢かれ死亡しており、身元が確認できたのは母親が握りしめていた指1本だけであった。母親は気がふれたのか「悪魔の仕業」だと訴え、修道院に入ってしまっていた。
やがて、何の関係も無いと思われたこれら二つの事件を結びつける驚愕の事実が明らかになる。

## 登場人物
ピエール・ニーマンス（Pierre Niemans）
演 - ジャン・レノ
一匹狼のベテラン警視。43歳。ゲルノンでの事件を捜査する。警察の人間としての評判は良く、特殊捜査隊にいたこともある。犬が苦手。
マックス・ケルケリアン（Max Kerkerian）
演 - ヴァンサン・カッセル
若手の不良警部補。26歳。サルザックでの事件を捜査する。
ファニー・フェレイラ（Fanny Ferreira）
演 - ナディア・ファレス
ゲルノン大学の学生。雪崩の仕組みの研究をしている。
シスター・アンドレ（Sister Andrée）
演 - ドミニク・サンダ
ジュディットの母親。現在は修道院に入っている。
ジュディット・エロ―（Judith Herault）
20年前に交通事故で死亡した少女。
ダーマン隊長（Captain Dahmane）
演 - カリム・ベルガドラ
県憲兵隊隊長。ゲルノン市の事件を捜査する。
ベルナール・シェルヌゼ医師（Dr. Bernard Chernezé）
演 - ジャン＝ピエール・カッセル
ゲルノン市の有名な眼科医。学長や、第一の被害者レミーの父親の旧友。
学長（The Dean）
演 - ディディエ・フラマン
ゲルノン大学の学長。大学城下町であるゲルノンにおいて、市長ばりの権威を誇る。
レミー・ケロア（Rémy Caillois）
演 - 	Laurent Avare
猟奇殺人事件の第一の被害者。32歳。ゲルノン大学の講師兼図書館司書として働いていた。
フィリップ・セルティス（Philippe Sertys）
演 - オリビエー・モーレル
猟奇殺人事件の第二の被害者。29歳。ゲルノン大学の産婦人科医として働いていた。

## キャスト
| 役名                           | 俳優                       | 日本語吹替   | 日本語吹替                                              |
| 役名                           | 俳優                       | ソフト版     | フジテレビ版                                            |
| ------------------------------ | -------------------------- | ------------ | ------------------------------------------------------- |
| ピエール・ニーマンス           | ジャン・レノ               | 菅生隆之     | 菅生隆之                                                |
| マックス・ケルケリアン         | ヴァンサン・カッセル       | 山路和弘     | 関俊彦                                                  |
| ファニー・フェレイラ           | ナディア・ファレス         | 魏涼子       | 塩田朋子                                                |
| シスター・アンドレ             | ドミニク・サンダ           | 久保田民絵   | 藤生聖子                                                |
| ダーマン隊長                   | カリム・ベルガドラ         | 水野龍司     | 岩崎ひろし                                              |
| ベルナール・シェルヌゼ医師     | ジャン＝ピエール・カッセル | 長克巳       | 大木民夫                                                |
| 学長                           | ディディエ・フラマン       | たかお鷹     | 稲垣隆史                                                |
| 検視担当医                     | フランソワ・レヴァンタル   | 遠藤純一     | 牛山茂                                                  |
| 道路管理の男                   | フィリップ・ナオン         | 北川勝博     | 宝亀克寿                                                |
| ユベール（学長の息子）         | ローラン・ラフィット       | 諸角憲一     | 鳥畑洋人                                                |
| スキンヘッド#1                 | クリストフ・ベルナール     | 遠藤純一     | 内田直哉                                                |
| スキンヘッド#2                 | ニッキー・ノーデ           | 諸角憲一     |                                                         |
| サルザックの警官#1             | トニオ・デッサンヴェル     | 高瀬右光     | 中尾隆聖                                                |
| サルザックの警官#2             | オリヴィエ・ルッセ         | 鳥畑洋人     | 後藤敦                                                  |
| シスター                       | フランソワーズ・ロロウ     | 竹口安芸子   | 竹口安芸子                                              |
| サルザックの青年#1             | サミ・ジトゥーニ           | 矢薙直樹     |                                                         |
| サルザックの青年#2             | スリム・ジトゥーニ         | 下山吉光     |                                                         |
| 墓地の管理人                   | ロバート・ゲンデレウ       | 水野龍司     |                                                         |
| スキンヘッドのカフェのオーナー | Alain Guerillot            | 北川勝博     |                                                         |
| その他                         |                            | 佐藤ゆうこ   | 柳沢栄治 森うたう 羽切祥 高宮俊介 田原アルノ 瀧本富士子 |
|                                |                            |              |                                                         |
| 演出                           |                            | 蕨南勝之     | 小林守夫                                                |
| 翻訳                           |                            | 石原千麻     | 松崎広幸                                                |
| 調整                           |                            |              | 兼子芳博                                                |
| 担当                           |                            |              | 小笠原恵美子                                            |
| 制作                           |                            | ACクリエイト | ニュージャパンフィルム                                  |
| 初回放送                       |                            |              | 2003年9月20日 『ゴールデンシアター』                    |